# 菅原達也 (農学者)
菅原 達也（すがわら たつや、1968年 - ）は、日本の農学者。京都大学大学院農学研究科応用生物科学専攻海洋生物生産学講座教授。

## 人物・経歴
埼玉県出身。埼玉県立春日部高等学校を経て、1991年東北大学農学部食糧化学科卒業。1993年東北大学大学院農学研究科修士課程食糧化学専攻修了、修士（農学）。同年日本油脂入社。1997年退社。
2000年東北大学大学院農学研究科博士後期課程食糧化学専攻修了、博士（農学）、生物系特定産業技術研究推進機構派遣研究員。2002年科学技術特別研究員。2004年京都大学大学院農学研究科応用生物科学専攻助教授。
2013年京都大学大学院農学研究科応用生物科学専攻海洋生物生産学講座教授。2015年京都大学大学院農学研究科応用生物科学専攻長。趣味はテニス。

## 受賞
- 日本油化学会 3rd Journal of Oleo Science Impact Award[6]
- 日本栄養・食糧学会奨励賞[6]
- 日本油化学会 8th Journal of Oleo Science Impact Award[6]